# Dmitri Walerjewitsch Stozki
Dmitri Walerjewitsch Stozki (russisch Дмитрий Валерьевич Стоцкий; * 1. Dezember 1989 in Kaliningrad) ist ein russischer Fußballspieler.

## Karriere

### Verein
Stozki begann seine Karriere bei Baltika Kaliningrad. Zur Saison 2009 rückte er in den Profikader von Baltika. Im November 2009 debütierte er gegen Nosta Nowotroizk in der zweitklassigen Perwenstwo FNL. Dies blieb sein einziger Saisoneinsatz. Zur Saison 2010 wurde er nach Litauen an den Erstligisten FK Klaipėda verliehen. Bis zum Ende der Leihe im Sommer 2010 kam er zu 13 Einsätzen in der A lyga. Im Juli 2010 kehrte er wieder nach Kaliningrad zurück. In den folgenden viereinhalb Jahren kam er zu 121 Zweitligaeinsätzen für Baltika, in denen er acht Tore erzielte.
Im Februar 2015 wechselte Stozki zum Erstligisten FK Ufa. Im März 2015 gab er gegen den FK Dynamo Moskau sein Debüt in der Premjer-Liga. In der Saison 2014/15 kam er zu zehn Erstligaeinsätzen, in denen er zwei Tore erzielte. In der Saison 2015/16 absolvierte der Flügelspieler alle 30 Spiele Ufas von Beginn an und fungierte in der Rückrunde der Saison auch als Kapitän des Vereins. In der Spielzeit 2016/17 kam er zu 29 Einsätzen, 2017/18 zu 28.
Zur Saison 2018/19 wechselte Stozki zum Ligakonkurrenten FK Krasnodar. In seiner Debütsaison in Krasnodar kam er zu 25 Einsätzen in der Premjer-Liga. In der Saison 2019/20 absolvierte er zwölf Spiele, ehe er sich in der Winterpause verletzte, woraufhin er den Rest der Spielzeit sowie die Hinrunde der darauffolgenden verpasste. In der Rückrunde kam er 2020/21 nach seiner Genesung sechsmal zum Einsatz. In der Saison 2021/22 absolvierte er bis zur Winterpause erneut sechs Partien. Im Januar 2022 wurde sein Vertrag in Krasnodar aufgelöst. Tags nach seiner Vertragsauflösung wechselte er innerhalb der Liga zum FK Nischni Nowgorod. Für Nischni Nowgorod kam er insgesamt zu 59 Einsätzen in der Premjer-Liga.
Im September 2024 kehrte Stozki zum Zweitligisten FK Ufa zurück.

### Nationalmannschaft
Stozki stand im September 2018 gegen die Türkei erstmals im Kader der russischen A-Nationalmannschaft. Sein Debüt im A-Team gab er im selben Monat, als er in einem Testspiel gegen Tschechien in der 80. Minute für Denis Tscheryschew eingewechselt wurde.